# Ixieae
Tribu
Synonymes
- Tritonieae          Klatt, Abh. Naturf. Ges. Halle 15: 355. 1882.
- Tritoniopsideae     Goldblatt & J.C. Manning, Aliso 22: 408. 2006.

Ixieae  est une tribu de plantes bulbeuse de la famille des Iridaceae. Le genre type est: Ixia L.

## Genres
Cette liste compte quelques synonymes obsolètes.
- Acidanthera Hochst. = Gladiolus L.
- Anaclanthe N. Et. Br. = Babiana Ker Gawl. Ex Sims
- Anapalina N. Et. Br. = Tritoniopsis L. Bolus
- Anomalesia N. Et. Br. = Gladiolus L.
- Anomatheca Ker Gawl. = Freesia Eckl. Ex Klatt
- Antholyza L. = Babiana Ker Gawl. Ex Sims
- Babiana Ker Gawl. Ex Sims
- Chasmanthe N. Et. Br.
- Crocosmia Planch.
- Curtonus N. Et. Br. = Crocosmia Planch.
- Devia Goldblatt & J. C. Manning
- Dichone Salisb. = Ixia L.
- Dierama K. Koch
- Dortania À. Chev. = Gladiolus L.
- Duthiastrum M. P. De Vos
- Duthiella M. P. De Vos = Duthiastrum M. P. De Vos
- Freesia Eckl. Ex Klatt
- Geissorhiza Ker Gawl.
- Gladiolus L.
- Hebea (Pers.) R. Hedw. = Gladiolus L.
- Hebea L. Bolus = Tritoniopsis L. Bolus
- Hesperantha Ker Gawl.
- Homoglossum Salisb. = Gladiolus L.
- Ixia L.
- Kentrosiphon N. Et. Br. = Gladiolus L.
- Melasphaerula Ker Gawl.
- Montbretia DC. = Tritonia Ker Gawl.
- Montbretiopsis L. Bolus = Tritonia Ker Gawl.
- Oenostachys Bullock = Gladiolus L.
- Petamenes Salisb. Ex J. W. Loudon = Gladiolus L.
- Radinosiphon N. Et. Br.
- Romulea Maratti
- Schizostylis Backh. & Harv. = Hesperantha Ker Gawl.
- Sparaxis Ker Gawl.
- Streptanthera Sweet = Sparaxis Ker Gawl.
- Synnotia Sweet = Sparaxis Ker Gawl.
- Syringodea Hook. F.
- Tanaosolen N. Et. Br. = Tritoniopsis L. Bolus
- Trichonema Ker Gawl. = Romulea Maratti
- Tritonia Ker Gawl.
- Tritoniopsis L. Bolus
- Xenoscapa (Goldblatt) Goldblatt & J. C. Manning
- Zygotritonia Mildbr.